# Hùng Vương, thị xã Phú Thọ
Hùng Vương là một phường thuộc thị xã Phú Thọ, tỉnh Phú Thọ, Việt Nam.

## Địa lý
Phường Hùng Vương nằm ở trung tâm thị xã Phú Thọ, có vị trí địa lý:
- Phía đông giáp phường Phong Châu
- Phía tây giáp phường Thanh Vinh
- Phía nam giáp phường Âu Cơ và xã Thanh Minh
- Phía bắc giáp xã Văn Lung.

Phường Hùng Vương có diện tích 2,62 km², dân số năm 2018 là 7.778 người, mật độ dân số đạt 3.214 người/km².

## Lịch sử
Sau năm 1975, phường Hùng Vương thuộc thị xã Phú Thọ.
Phường Hùng Vương là phường nội thị của thị xã Phú Thọ được thành lập theo Quyết định số 64/QĐ - UB, ngày 27/2/1981 của UBND Tỉnh Vĩnh Phú phát triển trên cơ sở từ tiểu khu hành chính Hùng Vương. Khi mới thành lập, toàn phường có 382 hộ gia đình với 4531 nhân khẩu (bao gồm giảng viên và sinh trưởng Cao đẳng SP Phú Thọ, công nhân viên các cơ quan, doanh nghiệp đóng trên địa bàn), trong đó dân số cơ bản là 1.720 người.
Năm 2018, phường Hùng Vương có diện tích 0,82 km², dân số là 4.932 người, mật độ dân số đạt 6.015 người/km².
Ngày 17 tháng 12 năm 2019, Ủy ban Thường vụ Quốc hội ban hành Nghị quyết 828/NQ-UBTVQH14 về việc sắp xếp các đơn vị hành chính cấp xã thuộc tỉnh Phú Thọ (nghị quyết có hiệu lực từ ngày 1 tháng 1 năm 2020). Theo đó, sáp nhập 1,80 km² diện tích tự nhiên và 2.846 người của phường Trường Thịnh vừa giải thể vào phường Hùng Vương.
Sau khi sáp nhập, phường Hùng Vương có diện tích 2,62 km², dân số là 7.778 người.